# آشپزی کالیفرنیایی

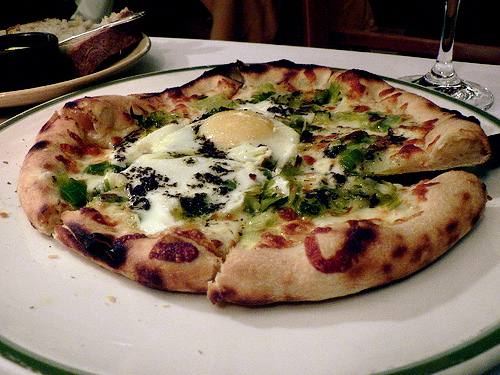
پیتزا به سبک کالیفرنیایی در رستوران شه پانیس در برکلی

آشپزی کالیفرنیا یک جنبش غذایی است که در کالیفرنیای شمالی سرچشمه گرفته است. این آشپزی بر روی غذاهایی تمرکز دارد که با مواد محلی و پایدار با توجه به فصلی بودن و تأکید بر وفور و فراوانی منطقه تولید می‌شوند.
غذا از نظر تاریخی آشپز محور است. آلیس واترز از رستوران شه پانیس یک نمونه نمادین از این نظر است. غذاها و وعده‌های غذایی با چربی اشباع شده کم و مملو از سبزیجات و میوه‌های به همراه گوشت بدون چربی و غذاهای دریایی از سواحل کالیفرنیا اغلب این سبک را تعریف می‌کنند.
اصطلاح «آشپزی کالیفرنیا» در نتیجه حرکات آشپزی در دهه‌های آخر قرن بیستم به وجود آمد و نباید با غذاهای سنتی کالیفرنیا اشتباه شود. غذاهای ترکیبی کالیفرنیا تحت تأثیر آشپزیی فرانسوی، آشپزیی آمریکایی، آشپزی ایتالیایی، آشپزیی مکزیکی، آشپزیی چینی و سایر فرهنگ‌های غذایی قرار گرفته است.